# Jonathan Joss
Pour les articles homonymes, voir Joss.
Jonathan Joss est un acteur américain né le 22 décembre 1965 à San Antonio (Texas) et mort le 1er juin 2025 dans la même ville. De par son physique, il est souvent engagé pour des rôles d'autochtones dans des westerns tel que True Grit et Les Sept Mercenaires, Jonathan Joss est surtout connu pour ses rôles de John Redcorn dans Les Rois du Texas et de Chief Ken Hotate dans Parks and Recreation.

## Biographie
Jonathan Joss est né à San Antonio au Texas, où il a fréquenté le lycée McCollum, puis s'est inscrit à la Texas State University–San Marcos (alors Southwest Texas State University), qu'il a quittée avant d'obtenir son diplôme. Jonathan Joss a ensuite fréquenté le San Antonio College, avant d'obtenir un diplôme de théâtre et d'élocution à l'université Our Lady of the Lake.
Joss était un musicien et jouait au sein du Red Corn Band, une référence au personnage Jonathan qu'il prêtait sa voix dans King of the Hill.
Le 23 janvier 2025, Jonathan Joss a perdu sa maison de San Antonio , ainsi que trois chiens (dont un quatrième disparu), lorsque sa maison a pris feu.
Avant sa mort en juin 2025, Joss est revenu pour la série de renaissance de King of the Hill et avait commencé l'enregistrement. 

### Assassinat
Jonathan Joss est assassiné à l'âge de 59 ans à San Antonio au Texas. Son mari Tristan Kern de Gonzales qualifie l'acte de « crime haineux homophobe ».

## Filmographie
- 1994 : 8 secondes (film) de John G. Avildsen: Medic Del Rio
- 1994 : L'Homme aux deux épouses (film) : Black Deer
- 1994 : Without Consent (film) : Attendant #2
- 1994 : Texas (TV) : Comanche
- 1996 : Lonesome Dove : Les Jeunes Années (feuilleton) : Kicking Wolf
- 1997 - 2009 : Les Rois du Texas (série télévisée) : John Redcorn
- 1998 : Winnetous Rückkehr (film) : Wash-Ti
- 1998 : Les Premiers colons (film) : Bent Twig
- 1998 : Pocahontas 2: Un monde nouveau (dessin animé) : voix additionnelles
- 1999 : Impala : John Eagle Claw
- 2001 : Christmas in the Clouds : Phil
- 2006 : Maldonne (téléfilm) : Nico
- 2010 : Garçon manqué (téléfilm) : José
- 2016 : Les Sept Mercenaires (film) : Denali
- 2019 : Days gone (jeu vidéo) : Alkai Turner
- 2021 : American Nightmare 5 : Sans Limites : L'indien américain à la télévision